# Gran Premio San Giuseppe 2005
Il Gran Premio San Giuseppe 2005, quarantacinquesima edizione della corsa e valida come evento dell'UCI Europe Tour 2005 categoria 1.2, si svolse il 20 marzo 2005 su un percorso di 159 km. Fu vinta dal danese Martin Pedersen che giunse al traguardo con il tempo di 3h54'00", alla media di 40,76 km/h.
Partenza con 157 ciclisti, dei quali 54 portarono a termine la gara.

## Ordine d'arrivo (Top 10)
| Pos. | Corridore          | Squadra        | Tempo    |
| ---- | ------------------ | -------------- | -------- |
| 1    | Martin Pedersen    | Team GLS       | 3h54'00" |
| 2    | Maurizio Girardini | Zalf-Désirée   | s.t.     |
| 3    | Matteo Priamo      | GS 93          | s.t.     |
| 4    | Aleksandr Efimkin  | Vitali         | s.t.     |
| 5    | Miculà Dematteis   | Zalf-Désirée   | s.t.     |
| 6    | Cristiano Salerno  | Bottoli-Artoni | s.t.     |
| 7    | Diego Caccia       | Podenzano      | s.t.     |
| 8    | Anders Lund        | Team GLS       | s.t.     |
| 9    | Kristoffer Nielsen | Team GLS       | s.t.     |
| 10   | Gene Bates         | Zalf-Désirée   | s.t.     |